# John Kirkpatrick
Pour les articles homonymes, voir Kirkpatrick.
John Kirkpatrick (New York, 18 mars 1905 - New York, 8 novembre 1991) est un pianiste classique américain spécialisé dans l'interprétation de la musique moderne des États-Unis, il contribua à faire connaitre la musique du compositeur Charles Ives.

## Biographie
Après des études à l'université de Princeton, il vient à Paris suivre des leçons de musique auprès de Nadia Boulanger. C'est à cette époque en 1927 qu'il découvre la musique de Ives en prenant connaissance d'une  copie de la partition de la Concord Sonata. Il met dix années à étudier cette sonate sous la supervision du compositeur avec qui il entre en contact dès 1931 et qu'il rencontre en 1937, et donne la création intégrale en 1939 qu'il joue de mémoire, il réalise aussi le premier enregistrement en 1945. Il participe durant sa carrière à plusieurs interprétations des mélodies comme accompagnateur d'Helen Boatwright, ou des sonates pour Violon et piano avec Daniel Stepner. Il fait publier en 1972 les Charles Ives's Memos du compositeur. 
Il interprète aussi les compositeurs américain Carl Ruggles, Roy Harris ou Aaron Copland.
En 1948 il devient professeur à l'Université Cornell, jusqu'en 1968 où il entre à l'Université Yale.
Après la mort de Charles Ives, il est chargé de réunir et de classer les manuscrits du compositeur, et dresse le premier catalogue de son œuvre. Et devient en 1973 jusqu'à sa mort en 1991 administrateur de la Charles Ives Society de Yale, chargé des études et éditions révisées de la musique du compositeur.

## Publications
- "Aaron Copland's Piano Sonata". Modern Music, Vol. 18, No. 4,  (May–June 1942)
- "Performance as an Avenue to Educational Realities in Music", College Music Symposium, Vol. 4, (Fall 1964)
- "The Evolution of Carl Ruggles: A Chronicle Largely in His Own Words". Perspectives of New Music, Vol. 6, No. 2, (Spring–Summer 1968)
- Eleven Songs & Two Harmonizations by Charles Ives, score edited by John Kirkpatrick with preface and notes on each song. New York: Associated Music Publishers (1968)
- Memos by Charles Ives, edited and annotated by John Kirkpatrick. New York: Norton (1972).
- "Charles Ives" in John Kirkpatrick (ed.) The New Grove Twentieth-Century American Masters: Ives, Thomson, Sessions, Cowell, Gershwin, Copland, Carter, Barber, Cage, Bernstein. New York: Norton (1987)

## Sources
- Theodore Baker et Nicolas Slonimsky (trad. de l'anglais par Marie-Stella Pâris, préf. Nicolas Slonimsky), Dictionnaire biographique des musiciens [« Baker's Biographical Dictionary of Musicians »], t. 2 : H-O, Paris, Robert Laffont, coll. « Bouquins », 1995 (réimpr. 1905, 1919, 1940, 1958, 1978), 8e éd. (1re éd. 1900), 4728 p. (ISBN 2-221-06787-8), p. 2113